# Алтаева, Александра Филипповна
Александра Филипповна Алтаева (род. 1947) — казахская советская рабочая, депутат Верховного Совета СССР. Герой Социалистического Труда (1973).

## Биография
Родилась в 1947 году. Украинка. По состоянию на 1974 год — член ВЛКСМ. Образование среднее специальное.
С 1967 года оператор завода железобетонных изделий «Актюбстрой», Актюбинская область.
Депутат Совета Союза Верховного Совета СССР 9 созыва (1974—1979) от Актюбинского городского избирательного округа № 641 Актюбинской области.